# Éric Martel
Pour les articles homonymes, voir Martel.
Éric Martel, né à Québec, au Canada, en 1968, est un homme d’affaires canadien. Ingénieur de formation, il occupe depuis le 6 avril 2020 le poste de président et chef de la direction de Bombardier. 

## Formation
Éric Martel est titulaire d’un baccalauréat en génie électrique de l'Université Laval à Québec et d’un doctorat honoris causa de l'Université Concordia à Montréal. De plus, il est membre de l'Ordre des ingénieurs du Québec.

## Parcours professionnel
M. Martel a commencé sa carrière en occupant des postes dans plusieurs entreprises multinationales de renom, et notamment chez Procter & Gamble, Kraft, Pratt & Whitney et Rolls-Royce. 

### Bombardier
Recruté en 2002 par Bombardier Transport à titre de vice-président Opérations - Amérique du Nord, il est alors responsable d'une réorganisation des activités liées aux transport sur rail de l’entreprise qui vient de faire l’importante acquisition des activités ferroviaires du groupe germano-américain Daimler Chrysler. Cette acquisition a hissé Bombardier au premier rang mondial de l’industrie du matériel de transport sur rail. 
En 2005, Éric Martel passe chez Bombardier Aéronautique où il endosse avec le temps de plus en plus de responsabilités. Il est nommé tout d’abord vice-président et directeur général du programme d’avions d'affaires Challenger, dont la production est transférée de Tucson, en Arizona, à l'usine de Dorval, près de Montréal. En 2006, il est promu vice-président et directeur général des programmes d’avions d’affaires Challenger et Global.
En 2008, après avoir pris les fonctions de vice-président, Qualité et transformation, Bombardier Aéronautique, M. Martel poursuit son ascension au sein de Bombardier Aéronautique en devenant en 2011 vice-président, Programmes d’avions commerciaux, puis président, Services à la clientèle et avions spécialisés et amphibies.
Début 2014, Éric Martel prend la présidence d’Avions d'affaires, division de Bombardier Aéronautique qui compte alors 11 000 employés dans le monde, et il veille notamment au bon déroulement du programme d’avion emblématique Global 7500  qui se démarque aujourd’hui comme le biréacteur d’affaires le plus spacieux et ayant la plus grande autonomie.
M. Martel quitte Bombardier le 18 mai 2015 pour devenir président directeur général d'Hydro-Québec, succédant à Thierry Vandal ayant exercé cette fonction à la tête de l'entreprise d'électricité québécoise pendant 10 ans.

### Hydro-Québec
Au moment de sa nomination au poste de président-directeur général d'Hydro-Québec en juillet 2015, M. Martel fait connaître ses quatre priorités, soit l'amélioration du service à la clientèle, la communication proactive (transparence), la productivité et la croissance soutenue des activités. M. Martel s’est aussi engagé à limiter les hausses tarifaires à un niveau inférieur ou égal à l’inflation.     
Sous sa gouverne, le taux de satisfaction de la clientèle d'Hydro-Québec est passé de 82 % (2015) à 93 % (2018). On constate également une diminution de plus de 50 % du nombre de plaintes reçues en 2018 par rapport à 2015 . Pour la même période, le délai moyen de réponse téléphonique est passé de 205 à 87 secondes,.      
En avril 2018, Ipsos-Infopresse place Hydro-Québec en tête de son palmarès des marques les plus influentes du Québec. Selon un sondage Léger-Les Affaires, l'entreprise fait un bond de 110 positions entre 2015 et 2018 dans le palmarès de la réputation des entreprises. 
En 2018, le Massachusetts sélectionne Hydro-Québec pour l’aider à répondre à ses besoins d’énergie propre, ce qui constituera le plus important contrat de vente à long terme d’Hydro-Québec. Ceci alors que le volume de ses exportations nettes atteint un niveau record de 36,1 TWh en 2018,. 
En 2018, le bénéfice net de la société d'État s'élève à 3 192 M$, en hausse de 12 % comparativement à 2017.
Pendant le mandat d’Éric Martel à la direction de l'entreprise, l’engagement de limiter les hausses tarifaires à un niveau inférieur ou égal à l’inflation est respecté. Selon l'analyse Comparaison des prix de l'électricité dans les grandes villes nord-américaines, publiée par Hydro-Québec, les tarifs résidentiels en vigueur au Québec sont les plus bas de l’Amérique du Nord.
Sous la gouverne d’Éric Martel, Hydro-Québec reçoit le Prix performance Québec – Grande mention, décerné par le ministère de l'Économie et de l'Innovation et par le Mouvement québécois de la qualité en novembre 2018,. La société d’État est aussi nommée Entreprise citoyenne de l’année par le magazine torontois Corporate Knights en juin 2018,. 
Il quitte Hydro-Québec en mars 2020 pour retourner chez Bombardier.

### Bombardier
Le 6 avril 2020, Éric Martel est nommé président et chef de la direction de Bombardier. Ayant travaillé à la fois du côté ferroviaire et aéronautique de l’entreprise, il la connait bien et c’est avec enthousiasme et optimisme qu’il en prend la barre. Bombardier, en pleine transformation, recentre ses activités sur l’aviation d’affaires. 
Alors que la pandémie de COVID-19 crée de nouveaux défis pour l’entreprise, ses clients et ses employés, M. Martel établit les six nouvelles priorités des douze prochains mois chez Bombardier pour d’abord stabiliser ses activités et ensuite la faire grandir.
- Tout d’abord, continuer d’être proactifs dans la gestion de Bombardier Transport et de Bombardier Aviation, anciennement Bombardier Aéronautique, tout au long de la crise liée au COVID-19 pour assurer la viabilité de Bombardier.
- Rendre les performances de Bombardier Transport prévisibles et stables;
- Aligner Bombardier Aviation sur la demande du marché pour être plus entable et générer des flux de trésorerie plus stables;
- Saisir avec détermination les occasions de croissance dans le marché de l’après-vente de l’aviation d’affaires;
- Compléter la cession des programmes aéronautiques en cours concrétisant la sortie de Bombardier de l’aviation commerciale; soutenir les processus d’approbation réglementaire et la finalisation de la vente de Bombardier Transport à Alstom; et relever une fois pour toutes les défis que nous pose son bilan; et
- Poser les fondations d’un succès à long terme en définissant une vision claire pour Bombardier et instaurer un changement de culture basée sur des valeurs fortes.

## Engagement social
- Depuis 1998 – Implication auprès de Centraide du Grand Montréal. En 2019, M. Martel a agi comme coprésident de la campagne de financement
- Depuis 2017 – Coprésident de la campagne de financement de la Fondation de l’Institut universitaire en santé mentale de Montréal
- Depuis 2017 – Membre du conseil d'administration de Robotique FIRST Québec
- Depuis 2020 –  Membre du Conseil canadien des affaires

## Prix et distinctions
- En décembre 2018, L'actualité nomme Éric Martel l'une des cinq personnes les plus influentes du Québec, notamment pour la transparence qu'il a su insuffler à Hydro-Québec[21].
- En février 2019, il est honoré lors du Gala Les nouveaux performants.
- En juin 2019, il s’est vu décerner un doctorat honoris causa par l’Université Concordia en 2019[22],[23].